# Viviparus limi
Viviparus limi är en snäckart som beskrevs av Henry Augustus Pilsbry 1918. Viviparus limi ingår i släktet Viviparus och familjen sumpsnäckor. IUCN kategoriserar arten globalt som otillräckligt studerad. Inga underarter finns listade i Catalogue of Life.